# تنغ زرد (بشتكوه)
تنغ زرد (بالفارسية: تنگ‌زرد) هي قرية تقع في إيران في Poshtkuh Rural District. يقدر عدد سكانها بـ 468 نسمة بحسب إحصاء 2016.